# Trichonida

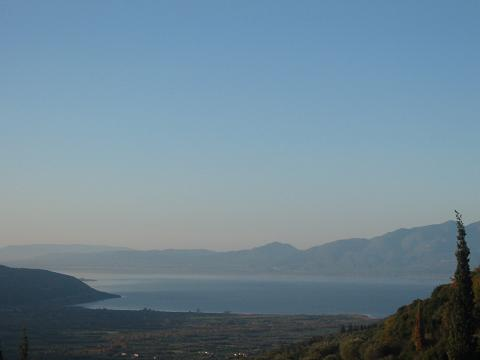
Utsikt över Trichonida (fotograf: Kostas Koukoulis)

Trichonida är den största naturliga sjön i Grekland. Den är 98 km² stor och 19 km lång, största djupet är 58 m.